# Disphragis contracta
Disphragis contracta är en fjärilsart som beskrevs av Walker 1855. Disphragis contracta ingår i släktet Disphragis och familjen tandspinnare. Inga underarter finns listade i Catalogue of Life.